# 2018 en gymnastique
| Années de la gymnastique : 2015 - 2016 - 2017 - 2018 - 2019 - 2020 - 2021    |
| Décennies de la gymnastique : 1980 - 1990 - 2000 - 2010 - 2020 - 2030 - 2040 |

Les faits marquants de l'année 2018 en gymnastique

## Principaux rendez-vous
coupes du monde : Coupe du monde de gymnastique artistique 2018 - Coupe du monde de gymnastique rythmique 2018
- 12 au 15 avril 2018 : Championnats d'Europe de trampoline 2018 à Bakou ( Azerbaïdjan)
- 16 au 15 avril 2018 : Championnats du monde de gymnastique acrobatique 2018 à Anvers ( Belgique)
- 1er au 3 juin 2018 : Championnats du monde de gymnastique aérobic 2018 à Guimarães ( Portugal)
- 1er au 3 juin 2018 : Championnats d'Europe de gymnastique rythmique 2018 à Valladolid ( Espagne)
- 1er au 12 août 2018 : Championnats sportifs européens 2018 à Glasgow ( Royaume-Uni)
  - 32es championnats d'Europe de gymnastique artistique féminine (du 2 au 5 août 2018)
  - 33es championnats d'Europe de gymnastique artistique masculine (du 9 au 12 août 2018)
- 10 au 16 septembre 2018 : Championnats du monde de gymnastique rythmique 2018 à Sofia ( Bulgarie)
- 25 octobre au 3 novembre 2018 : Championnats du monde de gymnastique artistique 2018 à Doha ( Qatar)
- 7 au 10 novembre 2018 : Championnats du monde de trampoline 2018 à Saint-Pétersbourg ( Russie)